# 経王寺 (豊岡市)

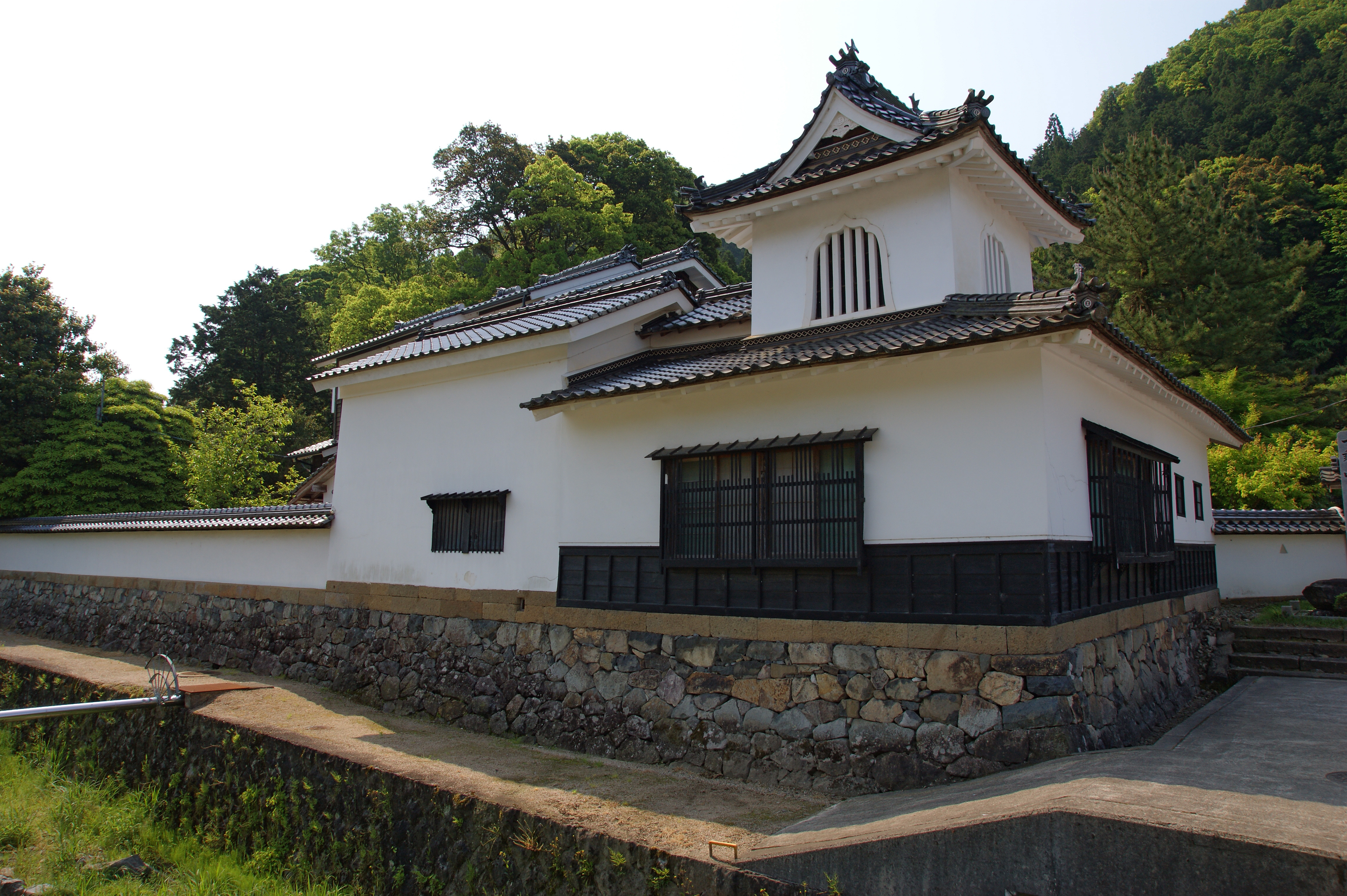
鐘楼

経王寺（きょうおうじ）は兵庫県豊岡市出石にある日蓮宗の仏教寺院。山号は一乗山。 出石藩藩主歴代の菩提寺の一つ。旧本山は、大本山妙顕寺（四条門流）。奠師法縁。

## 概要
創建は室町時代永禄年間、山号を会稽山、寺号を薬王寺という真言宗の寺院として創建された。江戸時代初期に布教のため当地を訪れた北条氏政血縁者である法音院日道により日蓮宗に改宗され、このとき現在の山号と寺号に改められた。出石藩における寺格は高く、藩主松平家と仙石家は当寺を菩提寺の一つと定めていた。境内には出石藩4代藩主仙石久行のほか、勤皇の志士多田弥太郎の墓がある。

## 塞の役割
出石城の東北麓、京街道の丹波側の街道口に位置する。石垣の構えで山門横には挟間を有する高櫓形式の鐘楼が設けられており、これらの構造から戦時の塞の役割を担っていたと考えられている。現在の伽藍は江戸時代天保年間に全山焼失し、直ぐ再建されて以降のものである。

## 文化財
- 庭園 - 豊岡市指定文化財[1]
- 鐘楼 - 豊岡市指定文化財[1]
- 宗祖日蓮大菩薩三百遠忌勧進状 - 天正9年
- 沙門法音院日道筆勧進状 - 豊岡市指定文化財[1]
- 宗祖御真筆四行
- 一如院日重書状
- 心性院日遠本尊一幅
- 日空本尊
- 霊鷲院日審本尊
- 同圓頓者
- 日解消息二
- 日東本尊
- 伝土佐光起筆六枚屏風一双 - 三十六歌仙画
- 岡本豊彦屏風一双
- 応月挙屏風一双
- 斎巨崖屏風一双
- 仙石久行武者姿座像 - 高さ55cm、感応殿に安置
- 仙石秀久出家得度姿像

## 交通アクセス
- 山陰本線 豊岡駅・八鹿駅から全但バス「出石」行きで約30分、終点下車。徒歩10分。

## 周辺
- 兵庫県立出石高等学校（向かい）
- 石部神社
- 出石伝統的建造物群保存地区
  - 宗鏡寺
  - 願成寺